# Ephippiger terrestris
Ephippiger terrestris är en insektsart som beskrevs av Yersin 1854. Ephippiger terrestris ingår i släktet Ephippiger och familjen vårtbitare.

## Underarter
Arten delas in i följande underarter:
- E. t. caprai
- E. t. terrestris

## Bildgalleri

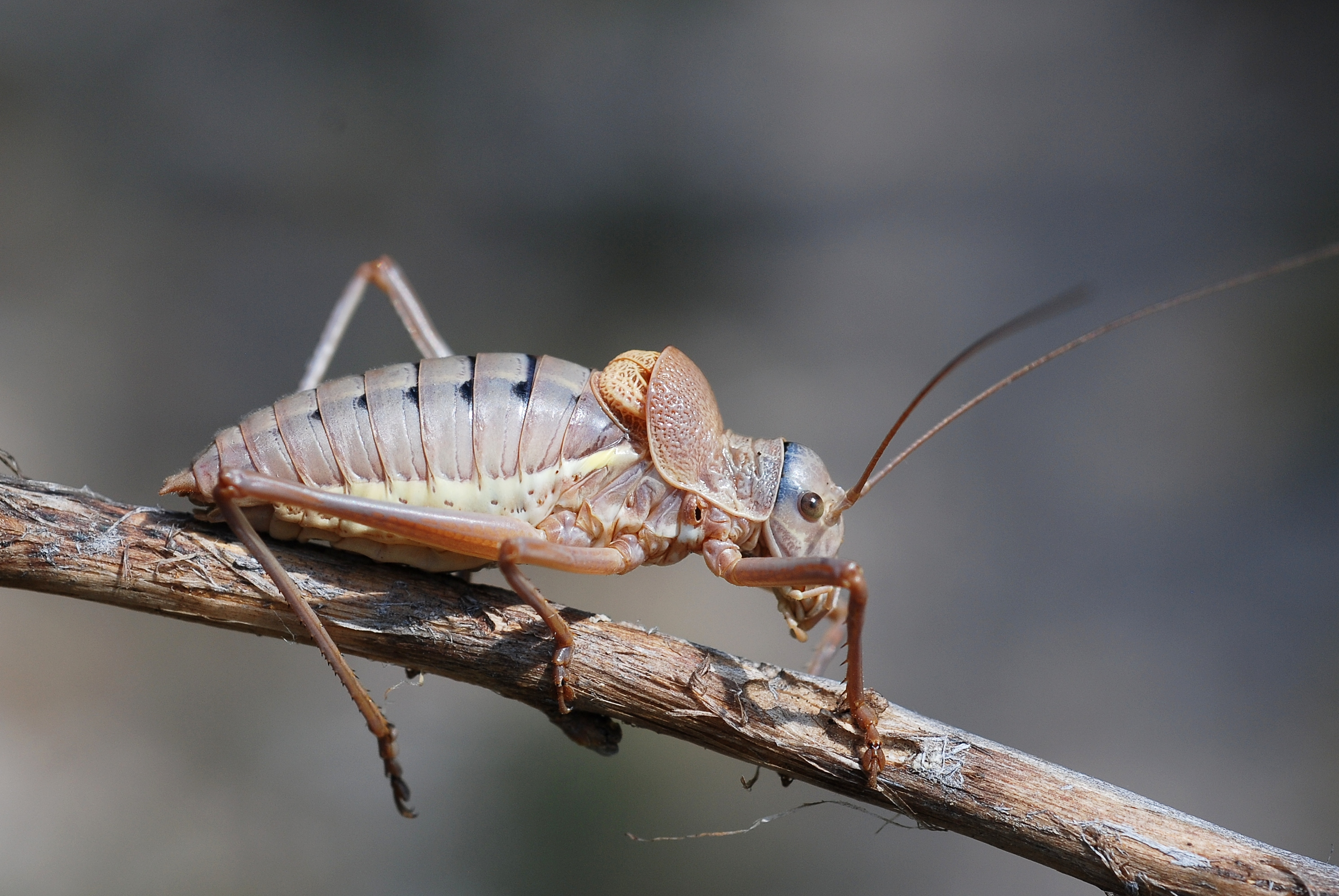
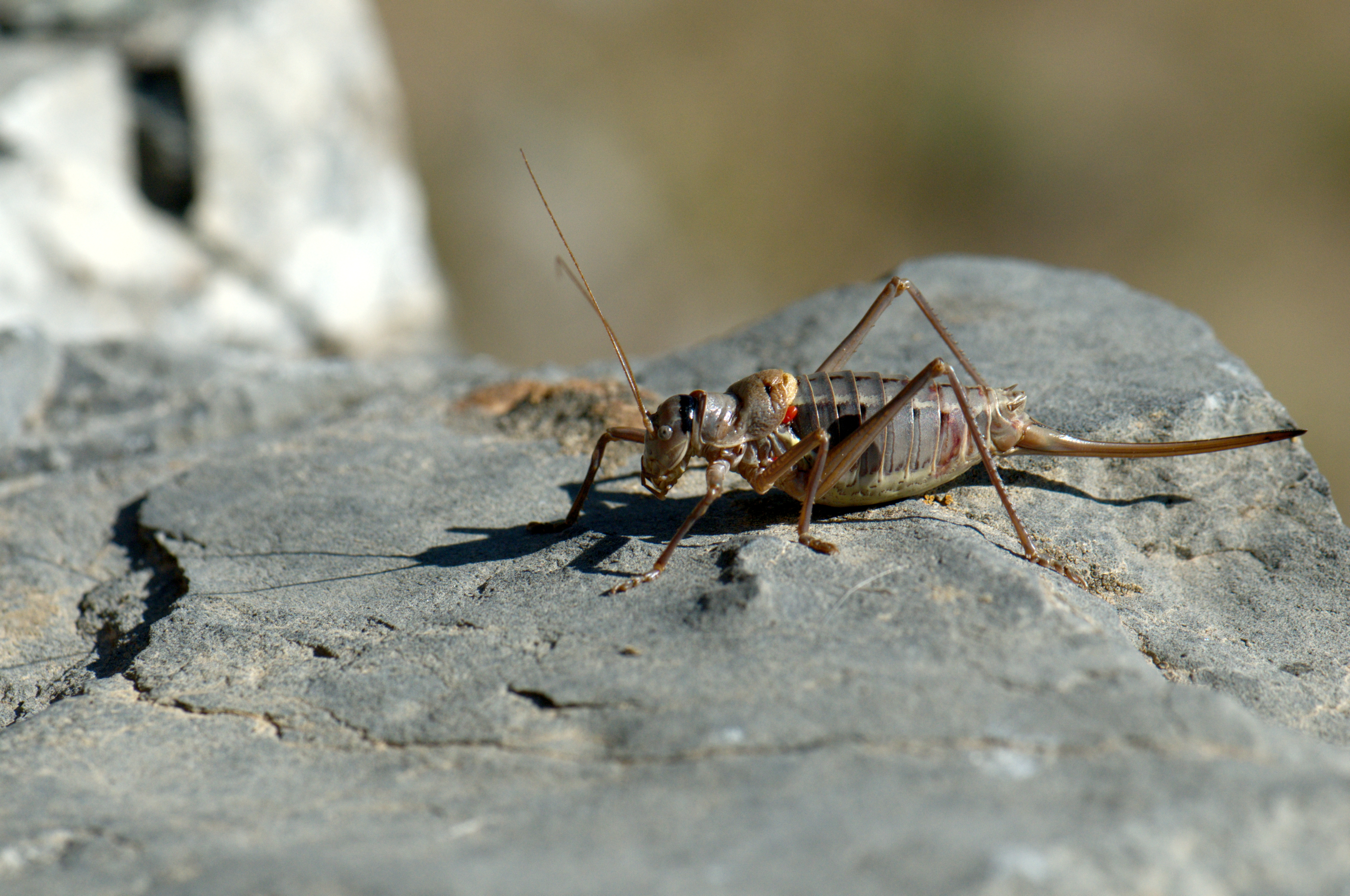